# Элдораду (Мату-Гросу-ду-Сул)
Элдораду (порт. Eldorado) — муниципалитет в Бразилии, входит в штат Мату-Гросу-ду-Сул. Составная часть мезорегиона Юго-запад штата Мату-Гроссу-ду-Сул. Входит в экономико-статистический микрорегион Игуатеми. Население составляет 11 084 человека на 2006 год. Занимает площадь 1017,788 км². Плотность населения — 10,9 чел./км².

## История
Город основан 13 мая 1976 года. 

## Статистика
- Валовой внутренний продукт на 2003 год составляет 92 084 790,00 реалов (данные: Бразильский институт географии и статистики).
- Валовой внутренний продукт на душу населения на 2003 год составляет 8316,16 реалов (данные: Бразильский институт географии и статистики).
- Индекс развития человеческого потенциала на 2000 год составляет 0,708 (данные: Программа развития ООН).